# Colonia 12 de Agosto
Colonia 12 de Agosto är en ort i Mexiko.   Den ligger i kommunen El Fuerte och delstaten Sinaloa, i den västra delen av landet, 1 300 km nordväst om huvudstaden Mexico City. Colonia 12 de Agosto ligger 30 meter över havet och antalet invånare är 531.
Terrängen runt Colonia 12 de Agosto är huvudsakligen platt, men åt nordost är den kuperad. Terrängen runt Colonia 12 de Agosto sluttar västerut. Runt Colonia 12 de Agosto är det ganska tätbefolkat, med 56 invånare per kvadratkilometer. Närmaste större samhälle är Poblado Número Cinco, 11,9 km väster om Colonia 12 de Agosto. I omgivningarna runt Colonia 12 de Agosto växer huvudsakligen savannskog.